# Giải bóng đá vô địch quốc gia 2013 (kết quả chi tiết)
Đây là lịch và kết quả chi tiết Giải bóng đá vô địch quốc gia 2013, có tên chính thức là Giải bóng đá vô địch quốc gia - Eximbank 2013, với 12 câu lạc bộ tham dự:

#### Vòng 1
| Hà Nội T&T                                      | 2 – 0    | Hoàng Anh Gia Lai |
| ----------------------------------------------- | -------- | ----------------- |
| Marronkle 29' · Kayode 80' · Cao Sỹ Cường 90+4' | chi tiết |                   |

| Đồng Tâm Long An   | 1 – 1    | Thanh Hóa        |
| ------------------ | -------- | ---------------- |
| Campos 82' (ph.đ.) | chi tiết | Ngô Anh Tuấn 65' |

| Xi Măng Xuân Thành Sài Gòn              | 1 – 0    | Becamex Bình Dương |
| --------------------------------------- | -------- | ------------------ |
| Abdullahi 28' · Nguyễn Ngọc Anh 76' 80' | chi tiết |                    |

| Đồng Nai  | 1 – 0    | Vissai Ninh Bình |
| --------- | -------- | ---------------- |
| N'Gale 4' | chi tiết |                  |

| SHB Ðà Nẵng             | 2 − 0    | Kienlongbank Kiên Giang |
| ----------------------- | -------- | ----------------------- |
| Quốc Anh 53' · Goia 55' | chi tiết | Adesope 87'             |

| Sông Lam Nghệ An                                          | 2 – 1    | Vicem Hải Phòng    |
| --------------------------------------------------------- | -------- | ------------------ |
| Lê Công Vinh 25' · Plaza 53' · Nguyễn Trọng Hoàng 58' 63' | chi tiết | Carlos 74' (ph.đ.) |

#### Vòng 2
| Kienlongbank Kiên Giang | 1 – 4    | Sông Lam Nghệ An                                            |
| ----------------------- | -------- | ----------------------------------------------------------- |
| Felix 12'               | chi tiết | Âu Văn Hoàn 25' · Hector 33' · Plaza 56' · Lê Công Vinh 85' |

| Becamex Bình Dương | 0 – 2    | SHB Ðà Nẵng    |
| ------------------ | -------- | -------------- |
|                    | chi tiết | Merlo 40', 68' |

| Vissai Ninh Bình                        | 2 – 0    | Hà Nội T&T |
| --------------------------------------- | -------- | ---------- |
| Trần Mạnh Dũng 19' · Mai Tiến Thành 26' | chi tiết |            |

| Thanh Hóa                                               | 4 – 1    | Đồng Nai                  |
| ------------------------------------------------------- | -------- | ------------------------- |
| Tambwe 20' · Dieng 31', 61', 73' · Lê Văn Thắng 35' 57' | chi tiết | Henry 12' · van Bakel 79' |

| Hoàng Anh Gia Lai     | 2 – 0    | Đồng Tâm Long An |
| --------------------- | -------- | ---------------- |
| Oseni 7' · Evaldo 73' | chi tiết |                  |

| Vicem Hải Phòng                 | 2 – 1    | Xi Măng Xuân Thành Sài Gòn |
| ------------------------------- | -------- | -------------------------- |
| Fortuno 63' · Phạm Hữu Phát 79' | chi tiết | Geoffrey 32'               |

#### Vòng 3
| SHB Ðà Nẵng | 0 – 0    | Xi Măng Xuân Thành Sài Gòn |
| ----------- | -------- | -------------------------- |
|             | chi tiết | Đoàn Việt Cường 45+2'      |

| Thanh Hóa | 1 – 0    | Hoàng Anh Gia Lai |
| --------- | -------- | ----------------- |
| Tambwe 8' | chi tiết |                   |

| Vicem Hải Phòng                                  | 3 – 0    | Kienlongbank Kiên Giang |
| ------------------------------------------------ | -------- | ----------------------- |
| Antonio Carlos 60', 90+2' · Nguyễn Quang Hải 87' | chi tiết |                         |

| Hà Nội T&T                                                                         | 6 – 1    | Đồng Nai            |
| ---------------------------------------------------------------------------------- | -------- | ------------------- |
| Marronkle 16' · Phạm Thành Lương 20' · Kayode 33', 61' · Nguyễn Văn Quyết 66', 77' | chi tiết | Nguyễn Đức Nhân 48' |

| Đồng Tâm Long An                      | 2 – 1    | Vissai Ninh Bình |
| ------------------------------------- | -------- | ---------------- |
| Gilson Campos 42' · Phan Lê Isaac 87' | chi tiết | Sanogo 71'       |

| Sông Lam Nghệ An                 | 3 – 2    | Becamex Bình Dương                    |
| -------------------------------- | -------- | ------------------------------------- |
| Lê Công Vinh 3', 61' · Plaza 47' | chi tiết | Nguyễn Anh Đức 15' · Kesley Alves 55' |

#### Vòng 4
| Vissai Ninh Bình                                        | 3 – 3    | Thanh Hóa                                 |
| ------------------------------------------------------- | -------- | ----------------------------------------- |
| Sannogo 7' · Đinh Văn Ta 9', 90+5' · Lê Quốc Phương 68' | chi tiết | Dieng 28' · Lê Văn Thắng 35' · Tambwe 83' |

| Becamex Bình Dương | 0 – 2    | Vicem Hải Phòng          |
| ------------------ | -------- | ------------------------ |
|                    | chi tiết | Carlos 71' · Fortuno 85' |

| Hà Nội T&T       | 2 – 2    | Sông Lam Nghệ An                   |
| ---------------- | -------- | ---------------------------------- |
| Gonzalo 67', 79' | chi tiết | Nguyễn Trọng Hoàng 8' · Hector 87' |

| Đồng Nai           | 2 – 2    | Hoàng Anh Gia Lai                      |
| ------------------ | -------- | -------------------------------------- |
| Thierry 87', 90+2' | chi tiết | Evaldo 21' · Oseni 47' · Thanh Vân 12' |

| SHB Đà Nẵng                                | 2 – 0    | Đồng Tâm Long An |
| ------------------------------------------ | -------- | ---------------- |
| Nguyên Minh Phương 40' · Đoàn Hùng Sơn 87' | chi tiết |                  |

| Xi Măng Xuân Thành Sài Gòn                                         | 4 – 2    | Kienlongbank Kiên Giang          |
| ------------------------------------------------------------------ | -------- | -------------------------------- |
| Oloya 35' · Nguyễn Ngọc Anh 44' · Đinh Hoàng Max 50' · Amougou 90' | chi tiết | Nguyễn Tuấn Hiệp 13' · Ajala 18' |

#### Vòng 5
| Kienlongbank Kiên Giang | 2 – 2    | Vissai Ninh Bình                |
| ----------------------- | -------- | ------------------------------- |
| Ajala 22', 63'          | chi tiết | Sanogo 15' · Mai Tiến Thành 55' |

| Hoàng Anh Gia Lai      | 2 – 0    | Becamex Bình Dương |
| ---------------------- | -------- | ------------------ |
| Evaldo 53' · Oseni 83' | chi tiết |                    |

| Thanh Hóa | 1 – 3    | Hà Nội T&T                                      |
| --------- | -------- | ----------------------------------------------- |
| Čeh 21'   | chi tiết | Gonzalo 71' · Nguyễn Quốc Long 74' · Kayode 79' |

| Vicem Hải Phòng      | 1 – 0    | SHB Ðà Nẵng |
| -------------------- | -------- | ----------- |
| Nguyễn Quang Hải 45' | chi tiết |             |

| Đồng Tâm Long An              | 1 – 3    | Đồng Nai                                                                                  |
| ----------------------------- | -------- | ----------------------------------------------------------------------------------------- |
| Gilson Campos 77' · Ebimo 42' | chi tiết | Chu Khánh Thành 24' · Phạm Ngọc Quốc 51' · Nguyễn Đình Hiệp 90+5' · Nguyễn Thanh Diệp 87' |

| Sông Lam Nghệ An | 1 – 0    | Xi Măng Xuân Thành Sài Gòn |
| ---------------- | -------- | -------------------------- |
| Lê Công Vinh 84' | chi tiết |                            |

#### Vòng 6
| SHB Ðà Nẵng | 1 – 0    | Hà Nội T&T |
| ----------- | -------- | ---------- |
| Merlo 57'   | chi tiết |            |

| Xi Măng Xuân Thành Sài Gòn | 1 – 3    | Đồng Nai                      |
| -------------------------- | -------- | ----------------------------- |
| Oladoja 56'                | chi tiết | Henry 56', 63' · Victor 90+4' |

| Hoàng Anh Gia Lai | 2 – 1    | Kienlongbank Kiên Giang |
| ----------------- | -------- | ----------------------- |
| Oseni 18', 82'    | chi tiết | Đinh Kiên Trung 45+1'   |

| Vissai Ninh Bình              | 2 – 2    | Becamex Bình Dương                       |
| ----------------------------- | -------- | ---------------------------------------- |
| Đinh Văn Ta 22' · Anjembe 41' | chi tiết | Nguyễn Anh Đức 3' · Trịnh Quang Vinh 90' |

| Đồng Tâm Long An                             | 1 – 3    | Sông Lam Nghệ An                                         |
| -------------------------------------------- | -------- | -------------------------------------------------------- |
| Nguyễn Việt Thắng 85' · Đỗ Đình Vinh 76' 82' | chi tiết | Hector 21' · Quế Ngọc Hải 80' · Nguyễn Trọng Hoàng 90+1' |

| Thanh Hóa                      | 2 – 2    | Vicem Hải Phòng                                |
| ------------------------------ | -------- | ---------------------------------------------- |
| Lê Văn Thắng 35' · Dieng 45+1' | chi tiết | Antonio Carlos 6', 73' · Trần Thanh Tuấn 90+3' |

#### Vòng 7
| Kienlongbank Kiên Giang         | 2 – 2    | Thanh Hóa                                  |
| ------------------------------- | -------- | ------------------------------------------ |
| Lương Minh Trung 4' · Felix 34' | chi tiết | Dieng 1' · Čeh 54' · Lê Bật Hiếu 57' 90+3' |

| Vicem Hải Phòng | 0 – 1    | Hoàng Anh Gia Lai    |
| --------------- | -------- | -------------------- |
|                 | chi tiết | Evaldo Goncalves 80' |

| Becamex Bình Dương   | 1 – 2    | Đồng Tâm Long An                         |
| -------------------- | -------- | ---------------------------------------- |
| Nguyễn Anh Đức 90+1' | chi tiết | Phan Tấn Tài 35' · Nguyễn Việt Thắng 84' |

| Sông Lam Nghệ An | 2 – 0    | Vissai Ninh Bình |
| ---------------- | -------- | ---------------- |
| Bryan 7', 76'    | chi tiết |                  |

| Đồng Nai                                                                      | 4 – 1    | SHB Đà Nẵng                                       |
| ----------------------------------------------------------------------------- | -------- | ------------------------------------------------- |
| Nyirenda 36' · Phạm Ngọc Quốc 59' · Nguyễn Đình Hiệp 76' · Trần Hữu Thắng 87' | chi tiết | Nguyễn Minh Phương 32' · Nguyễn Minh Phương 45+1' |

| Xi Măng Xuân Thành Sài Gòn                            | 3 – 3    | Hà Nội T&T                                           |
| ----------------------------------------------------- | -------- | ---------------------------------------------------- |
| Phan Văn Tài Em 5' · Rogerio 12' (ph.đ.), 42' (ph.đ.) | chi tiết | Nguyễn Văn Quyết 22' · Kayode 29' · Bùi Văn Hiếu 51' |

#### Vòng 8
| Kienlongbank Kiên Giang                  | 3 – 2    | Đồng Tâm Long An                          |
| ---------------------------------------- | -------- | ----------------------------------------- |
| Lương Minh Trung 14' · Suleiman 30', 57' | chi tiết | Gilson Campos 13' · Nguyễn Việt Thắng 26' |

| Hoàng Anh Gia Lai                         | 2 – 1    | Sông Lam Nghệ An |
| ----------------------------------------- | -------- | ---------------- |
| Lê Hoàng Thiên 77' · Khuất Hữu Long 90+3' | chi tiết | Hector 33'       |

| Đồng Nai                   | 2 – 2    | Vicem Hải Phòng                   |
| -------------------------- | -------- | --------------------------------- |
| Nyirenda 27' · Kisekka 30' | chi tiết | Lê Văn Tân 5' · Phạm Hữu Phát 22' |

| Vissai Ninh Bình                                 | 4 – 1    | SHB Ðà Nẵng      |
| ------------------------------------------------ | -------- | ---------------- |
| Sanogo 57', 63', 66', 80' · Lê Ngọc Lung 29' 73' | chi tiết | Hà Minh Tuấn 37' |

| Becamex Bình Duong            | 3 – 1    | Hà Nội T&T  |
| ----------------------------- | -------- | ----------- |
| Philani 21' · Sunday 33', 46' | chi tiết | Gonzalo 28' |

| Xi Măng Xuân Thành Sài Gòn | 2 – 1    | Thanh Hóa           |
| -------------------------- | -------- | ------------------- |
| Nsi 39', 54'               | chi tiết | Đặng Văn Robert 60' |

#### Vòng 9
| Vissai Ninh Bình                                | 3 – 3    | Xi Măng Xuân Thành Sài Gòn  |
| ----------------------------------------------- | -------- | --------------------------- |
| Anjembe 30' · Mai Tiến Thành 74' · Sanogo 90+3' | chi tiết | Geoffrey 34' · Nsi 73', 81' |

| Đồng Tâm Long An | 1 – 2    | Vicem Hải Phòng |
| ---------------- | -------- | --------------- |
| Campos 31'       | chi tiết | Carlos 16', 62' |

| Thanh Hóa               | 2 – 1    | Sông Lam Nghệ An |
| ----------------------- | -------- | ---------------- |
| Dieng 54' · Xuân Tú 66' | chi tiết | Bryan 60'        |

| Hà Nội T&T                                                 | 5 – 0    | Kienlongbank Kiên Giang |
| ---------------------------------------------------------- | -------- | ----------------------- |
| Kayode 24', 65' · Marronkle 62', 90' · Nguyễn Ngọc Duy 73' | chi tiết |                         |

| Đồng Nai    | 1 – 2    | Becamex Bình Dương                                                     |
| ----------- | -------- | ---------------------------------------------------------------------- |
| Kisekka 13' | chi tiết | Nguyễn Vũ Phong 40' · Nguyễn Thành Trung 51' · Nguyễn Vũ Phong 65' 66' |

| SHB Ðà Nẵng        | 1 – 1    | Hoàng Anh Gia Lai |
| ------------------ | -------- | ----------------- |
| Huỳnh Quốc Anh 52' | chi tiết | Evaldo 90'        |

#### Vòng 10
| Kienlongbank Kiên Giang                                      | 4 – 2    | Becamex Bình Dương             |
| ------------------------------------------------------------ | -------- | ------------------------------ |
| Lương Minh Trung 26', 66' (ph.đ.) · Ajala 36' · Suleiman 88' | chi tiết | Nguyễn Anh Đức 2' · Ekpe 45+3' |

| Sông Lam Nghệ An | 1 – 1    | Đồng Nai    |
| ---------------- | -------- | ----------- |
| Lê Công Vinh 15' | chi tiết | Kisekka 84' |

| Hoàng Anh Gia Lai             | 2 – 0    | Vissai Ninh Bình |
| ----------------------------- | -------- | ---------------- |
| Oseni 3', 39' · Oseni 10' 58' | chi tiết |                  |

| Vicem Hải Phòng                     | 2 – 3    | Hà Nội T&T                                       |
| ----------------------------------- | -------- | ------------------------------------------------ |
| Nguyễn Minh Châu 43' · Gilberto 54' | chi tiết | Kayode 60' · Nguyễn Ngọc Duy 66' · Marronkle 86' |

| Thanh Hóa                      | 2 – 2    | SHB Ðà Nẵng    |
| ------------------------------ | -------- | -------------- |
| Dieng 20' · Lê Quốc Phương 89' | chi tiết | Merlo 70', 79' |

| Đồng Tâm Long An                       | 2 – 2    | Xi Măng Xuân Thành Sài Gòn        |
| -------------------------------------- | -------- | --------------------------------- |
| Phan Thanh Binh 73' · Phan Tấn Tài 84' | chi tiết | Amougou 38' · Nguyễn Đức Linh 42' |

#### Vòng 11
| Đồng Nai           | 1 – 2    | Kienlongbank Kiên Giang |
| ------------------ | -------- | ----------------------- |
| Đặng Văn Thành 30' | chi tiết | Abdullahi 7', 59'       |

| Vissai Ninh Bình                                  | 3 – 2    | Vicem Hải Phòng             |
| ------------------------------------------------- | -------- | --------------------------- |
| Đinh Văn Ta 6' · Anjembe 79' · Mai Tiến Thành 83' | chi tiết | Carlos 25' · Gilberto 90+3' |

| Becamex Bình Dương           | 3 – 4    | Thanh Hóa                                                                           |
| ---------------------------- | -------- | ----------------------------------------------------------------------------------- |
| Nguyễn Anh Đức 11', 16', 68' | chi tiết | Čeh 4', 45' (ph.đ.) · Lê Quốc Phương 56' · Lê Văn Thắng 85' · Nguyễn Xuân Thành 64' |

| Xi Măng Xuân Thành Sài Gòn | 1 – 0    | Hoàng Anh Gia Lai |
| -------------------------- | -------- | ----------------- |
| Kizito 55'                 | chi tiết |                   |

| SHB Ðà Nẵng                                                   | 3 – 2    | Sông Lam Nghệ An      |
| ------------------------------------------------------------- | -------- | --------------------- |
| Huỳnh Quốc Anh 36' · Trần Đình Hoàng 45+2' (l.n.) · Merlo 54' | chi tiết | Lê Công Vinh 16', 29' |

| Hà Nội T&T                                             | 4 – 1    | Đồng Tâm Long An |
| ------------------------------------------------------ | -------- | ---------------- |
| Kayode 48' · Marronkle 59', 75' · Nguyễn Văn Quyết 87' | chi tiết | Kanu 68'         |

#### Vòng 12
| SHB Ðà Nẵng      | 1 – 1    | Becamex Bình Dương   |
| ---------------- | -------- | -------------------- |
| Hà Minh Tuấn 38' | chi tiết | Nguyễn Tăng Tuấn 17' |

| Xi Măng Xuân Thành Sài Gòn                                          | 4 – 1    | Vicem Hải Phòng                            |
| ------------------------------------------------------------------- | -------- | ------------------------------------------ |
| Amougou 40' (ph.đ.), 90+3' · Max 67', 79' · Đoàn Việt Cường 43' 72' | chi tiết | Lê Văn Tân 55' · Đinh Tiến Thành 39' 90+3' |

| Sông Lam Nghệ An | 2 – 2    | Kienlongbank Kiên Giang                               |
| ---------------- | -------- | ----------------------------------------------------- |
| Bryan 25', 72'   | chi tiết | Ajala 20' · Hendricks 90+3' · Đinh Kiên Trung 62' 76' |

| Đồng Nai                                    | 2 – 1    | Thanh Hóa                        |
| ------------------------------------------- | -------- | -------------------------------- |
| Nguyễn Đình Hiệp 38' · Nyirenda 90' (ph.đ.) | chi tiết | Dieng 73' · Ngô Anh Tuấn 61' 89' |

| Hà Nội T&T                               | 1 – 0    | Vissai Ninh Bình |
| ---------------------------------------- | -------- | ---------------- |
| Cristiano 67' · Nguyễn Hồng Tiến 53' 89' | chi tiết |                  |

| Đồng Tâm Long An | 1 – 0    | Hoàng Anh Gia Lai   |
| ---------------- | -------- | ------------------- |
| Kanu 41'         | chi tiết | Trần Minh Thiện 59' |

#### Vòng 13
| Hoàng Anh Gia Lai            | 1 – 1    | Hà Nội T&T |
| ---------------------------- | -------- | ---------- |
| Evaldo 58' · Bùi Trần Vũ 90' | chi tiết | Roland 50' |

| Kienlongbank Kiên Giang | 0 – 1    | SHB Ðà Nẵng |
| ----------------------- | -------- | ----------- |
| Lưu Ngọc Hùng 19' 26'   | chi tiết | Merlo 58'   |

| Becamex Bình Dương                            | 3 – 0    | Xi Măng Xuân Thành Sài Gòn |
| --------------------------------------------- | -------- | -------------------------- |
| Nguyễn Anh Đức 14' · Philani 23' · Sunday 45' | chi tiết | Trương Đình Luật 70' 70'   |

| Thanh Hóa                                       | 3 – 1    | Đồng Tâm Long An                         |
| ----------------------------------------------- | -------- | ---------------------------------------- |
| Čeh 29' · Nguyễn Vũ Hoàng Dương 56' · Dieng 63' | chi tiết | Phan Tấn Tài 80' · Huỳnh Tấn Tài 61' 61' |

| Vicem Hải Phòng | 1 – 1    | Sông Lam Nghệ An |
| --------------- | -------- | ---------------- |
| Justice 73'     | chi tiết | Bryan 6'         |

| Vissai Ninh Bình    | 1 – 1    | Đồng Nai             |
| ------------------- | -------- | -------------------- |
| Hoàng Danh Ngọc 47' | chi tiết | Nguyễn Đình Hiệp 17' |

#### Vòng 14
| Vicem Hải Phòng  | 1 – 1    | Thanh Hóa |
| ---------------- | -------- | --------- |
| Lê Văn Tân 90+5' | chi tiết | Dieng 83' |

| Đồng Nai | 0 – 0    | Xi Măng Xuân Thành Sài Gòn |
| -------- | -------- | -------------------------- |
|          | chi tiết |                            |

| Kienlongbank Kiên Giang | 0 – 3    | Hoàng Anh Gia Lai                           |
| ----------------------- | -------- | ------------------------------------------- |
|                         | chi tiết | Oseni 15' · Lê Hoàng Thiên 26' · Evaldo 28' |

| Becamex Bình Dương | 0 – 0    | Vissai Ninh Bình     |
| ------------------ | -------- | -------------------- |
|                    | chi tiết | Chu Ngọc Anh 54' 89' |

| Hà Nội T&T             | 1 – 2    | SHB Ðà Nẵng            |
| ---------------------- | -------- | ---------------------- |
| Nguyễn Văn Quyết 90+1' | chi tiết | Merlo 73' · Janjuš 88' |

| Sông Lam Nghệ An                                                                                  | 8 – 0    | Đồng Tâm Long An |
| ------------------------------------------------------------------------------------------------- | -------- | ---------------- |
| Nguyễn Quang Tình 17' · Lê Công Vinh 25', 60', 77', 90' · Bryan 64' · Nguyễn Trọng Hoàng 68', 75' | chi tiết |                  |

#### Vòng 15
| Hoàng Anh Gia Lai  | 1 – 0    | Vicem Hải Phòng |
| ------------------ | -------- | --------------- |
| Khuất Hữu Long 54' | chi tiết |                 |

| SHB Ðà Nẵng | 0 – 0    | Đồng Nai |
| ----------- | -------- | -------- |
|             | chi tiết |          |

| Thanh Hóa                                                                   | 4 – 2    | Kienlongbank Kiên Giang                |
| --------------------------------------------------------------------------- | -------- | -------------------------------------- |
| Lê Đức Tuấn 29' · Mạc Hồng Quân 46' · Nguyễn Vũ Hoàng Dương 55' · Dieng 76' | chi tiết | Hendricks 48' · Nguyễn Tuấn Hiệp 90+4' |

| Hà Nội T&T      | 2 – 0    | Xi Măng Xuân Thành Sài Gòn |
| --------------- | -------- | -------------------------- |
| Kayode 41', 50' | chi tiết |                            |

| Vissai Ninh Bình        | 1 – 1    | Sông Lam Nghệ An |
| ----------------------- | -------- | ---------------- |
| Đinh Văn Ta 36' (ph.đ.) | chi tiết | Lê Công Vinh 23' |

| Đồng Tâm Long An              | 2 – 5    | Becamex Bình Dương                                                           |
| ----------------------------- | -------- | ---------------------------------------------------------------------------- |
| Trần Đình Hưng 70' · Kanu 81' | chi tiết | Nguyễn Vũ Phong 29' · Trịnh Quang Vinh 45' · Philani 63' · Ekpe 90+3', 90+6' |

#### Vòng 16
| Kienlongbank Kiên Giang | 1 – 1    | Hà Nội T&T                                      |
| ----------------------- | -------- | ----------------------------------------------- |
| Ajala 70'               | chi tiết | Nguyễn Văn Quyết 45' · Nguyễn Quốc Long 30' 51' |

| Hoàng Anh Gia Lai        | 2 – 2    | SHB Ðà Nẵng                        |
| ------------------------ | -------- | ---------------------------------- |
| Oseni 15' · Evaldo 90+2' | chi tiết | Nguyễn Minh Phương 72' · Merlo 80' |

| Becamex Bình Dương        | 1 – 1    | Đồng Nai         |
| ------------------------- | -------- | ---------------- |
| Philani 12' · Philani 52' | chi tiết | Helio 90' (l.n.) |

| Xi Măng Xuân Thành Sài Gòn                  | 2 – 3    | Vissai Ninh Bình                     |
| ------------------------------------------- | -------- | ------------------------------------ |
| Nguyễn Thanh Sang 47' · Phan Văn Tài Em 76' | chi tiết | Phan Anh Tuấn 26' · Anjembe 71', 85' |

| Vicem Hải Phòng                                       | 3 – 4    | Đồng Tâm Long An                                                          |
| ----------------------------------------------------- | -------- | ------------------------------------------------------------------------- |
| Nguyễn Quang Hải 36', 70' · Đào Văn Phong 73' (ph.đ.) | chi tiết | Gilson Campos 27' (ph.đ.) · Phan Tấn Tài 45', 86' · Nguyễn Việt Thắng 78' |

| Sông Lam Nghệ An                   | 2 – 0    | Thanh Hóa |
| ---------------------------------- | -------- | --------- |
| Âu Văn Hoàn 65' · Lê Công Vinh 85' | chi tiết |           |

#### Vòng 17
| Đồng Tâm Long An                         | 3 – 2    | Kienlongbank Kiên Giang    |
| ---------------------------------------- | -------- | -------------------------- |
| Gilson Campos 4', 69' (ph.đ.) · Kanu 34' | chi tiết | Ajala 56' · Suleiman 90+5' |

| Sông Lam Nghệ An | 1 – 0    | Hoàng Anh Gia Lai |
| ---------------- | -------- | ----------------- |
| Hector 32'       | chi tiết |                   |

| SHB Đà Nẵng                    | 2 – 0    | Vissai Ninh Bình |
| ------------------------------ | -------- | ---------------- |
| Võ Hoàng Quảng 55' · Merlo 85' | chi tiết |                  |

| Hà Nội T&T                                                | 4 – 1    | Becamex Bình Dương   |
| --------------------------------------------------------- | -------- | -------------------- |
| Bùi Văn Hiếu 2' · Kayode 24', 62' · Thạch Bảo Khanh 90+1' | chi tiết | Nguyễn Tăng Tuấn 45' |

| Thanh Hóa         | 1 – 2    | Xi Măng Xuân Thành Sài Gòn      |
| ----------------- | -------- | ------------------------------- |
| Quốc Phương 90+6' | chi tiết | Oloya 23' · Nguyễn Đức Linh 85' |

| Vicem Hải Phòng                                           | 4 – 0    | Đồng Nai |
| --------------------------------------------------------- | -------- | -------- |
| Nguyễn Quang Hải 17', 27' · Gilberto 34' · Lê Tấn Tài 28' | chi tiết |          |

#### Vòng 18
| Hoàng Anh Gia Lai | 1 – 3    | Thanh Hóa                                                       |
| ----------------- | -------- | --------------------------------------------------------------- |
| Oseni 49'         | chi tiết | Mạc Hồng Quân 22' · Lê Quốc Phương 73' · Nguyễn Thế Dương 90+4' |

| Đồng Nai | 0 – 4    | Hà Nội T&T                                                                                              |
| -------- | -------- | --- |
|          | chi tiết | Marronkle 31' · Nguyễn Văn Quyết 45+4' · Kayode 86' · Phạm Thành Lương 90+5' · Nguyễn Quốc Long 33' 57' |

| Vissai Ninh Bình              | 3 – 4    | Đồng Tâm Long An                                                             |
| ----------------------------- | -------- | ---------------------------------------------------------------------------- |
| Sanogo 29', 41' · Anjembe 30' | chi tiết | Phan Thanh Giang 18' · Issac 43' · Nguyễn Việt Thắng 62' · Gilson Campos 81' |

| Xi Măng Xuân Thành Sài Gòn           | 3 – 3    | SHB Đà Nẵng                                                 |
| ------------------------------------ | -------- | ----------------------------------------------------------- |
| Oloya 16' · Nguyễn Ngọc Anh 49', 84' | chi tiết | Đoàn Hùng Sơn 10' · Huỳnh Quốc Anh 31' · Hoàng Minh Tâm 77' |

| Kienlongbank Kiên Giang      | 1 – 5    | Vicem Hải Phòng                                                                              |
| ---------------------------- | -------- | -------------------------------------------------------------------------------------------- |
| Lương Minh Trung 41' (ph.đ.) | chi tiết | Đào Văn Phong 9' · Lê Văn Tân 14' (ph.đ.) · Nguyễn Quang Hải 43' · Lê Tấn Tài 49' · Giba 86' |

| Becamex Bình Dương                 | 2 – 1    | Sông Lam Nghệ An |
| ---------------------------------- | -------- | ---------------- |
| Trịnh Quang Vinh 45+2' · Alves 76' | chi tiết | Bryan 41'        |

#### Vòng 19
| Kienlongbank Kiên Giang                  | 3 – 1    | Xi Măng Xuân Thành Sài Gòn |
| ---------------------------------------- | -------- | -------------------------- |
| Hoàng Công Thuận 43' · Suleiman 70', 80' | chi tiết | Kizito 52'                 |

| Vicem Hải Phòng | 1 – 2    | Becamex Bình Dương               |
| --------------- | -------- | -------------------------------- |
| Majabvi 58'     | chi tiết | Emmanuel 4' · Nguyễn Anh Đức 13' |

| Hoàng Anh Gia Lai | 1 – 0    | Đồng Nai |
| ----------------- | -------- | -------- |
| Evaldo 84'        | chi tiết |          |

| Đồng Tâm Long An                               | 3 – 2    | SHB Đà Nẵng                           |
| ---------------------------------------------- | -------- | ------------------------------------- |
| Nguyễn Việt Thắng 48', 76' · Gilson Campos 87' | chi tiết | Huỳnh Quốc Anh 54' · Phan Duy Lam 63' |

| Thanh Hóa         | 1 – 0    | Vissai Ninh Bình |
| ----------------- | -------- | ---------------- |
| Mạc Hồng Quân 51' | chi tiết |                  |

| Sông Lam Nghệ An | 0 – 0    | Hà Nội T&T |
| ---------------- | -------- | ---------- |
|                  | chi tiết |            |

#### Vòng 20
| Vissai Ninh Bình | 1 – 0    | Kienlongbank Kiên Giang |
| ---------------- | -------- | ----------------------- |
| Sanogo 40'       | chi tiết |                         |

| SHB Đà Nẵng | 1 – 0    | Vicem Hải Phòng |
| ----------- | -------- | --------------- |
| Janjuš 5'   | chi tiết |                 |

| Becamex Bình Dương | 0 – 0    | Hoàng Anh Gia Lai |
| ------------------ | -------- | ----------------- |
|                    | chi tiết |                   |

| Hà Nội T&T                                           | 3 – 2    | Thanh Hóa                                                 |
| ---------------------------------------------------- | -------- | --------------------------------------------------------- |
| Kayode 8' (ph.đ.), 48' · Nguyễn Ngọc Duy 80' (ph.đ.) | chi tiết | Čeh 44' (ph.đ.), 90+2' (ph.đ.) · Nguyễn Thế Dương 84' 86' |

| Đồng Nai                                 | 3 – 1    | Đồng Tâm Long An  |
| ---------------------------------------- | -------- | ----------------- |
| Ngô Đức Thắng 25', 74'<br /Kisekka 90+2' | chi tiết | Gilson Campos 23' |

| Xi Măng Xuân Thành Sài Gòn | 1 – 3    | Sông Lam Nghệ An                                           |
| -------------------------- | -------- | ---------------------------------------------------------- |
| Max 76'                    | chi tiết | Nguyễn Trọng Hoàng 8' · Nguyễn Quang Tình 23' · Hector 90' |

#### Vòng 21
| Kienlongbank Kiên Giang | 1 – 1    | Đồng Nai      |
| ----------------------- | -------- | ------------- |
| Abdullahi 64'           | chi tiết | Ngọc Quốc 47' |

| Sông Lam Nghệ An                               | 2 – 1    | SHB Đà Nẵng                                         |
| ---------------------------------------------- | -------- | --------------------------------------------------- |
| Châu Lê Phước Vĩnh 26' (l.n.) · Quang Tình 81' | chi tiết | Minh Tuấn 35' · Cao Cường 42' 55' · Hải Lâm 57' 85' |

| Vicem Hải Phòng                                       | 4 – 0    | Vissai Ninh Bình |
| ----------------------------------------------------- | -------- | ---------------- |
| Giba 12' · Thanh Tùng 32' · Nguyễn Quang Hải 40', 84' | chi tiết |                  |

| Thanh Hóa           | 2 – 1    | Becamex Bình Dương  |
| ------------------- | -------- | ------------------- |
| Dieng 58' · Čeh 67' | chi tiết | Nguyễn Vũ Phong 57' |

| Đồng Tâm Long An | 1 – 2    | Hà Nội T&T                      |
| ---------------- | -------- | ------------------------------- |
| Kanu 83'         | chi tiết | Nguyễn Ngọc Duy 5' · Kayode 42' |

#### Vòng 22
| Becamex Bình Dương                                                 | 6 – 0    | Kienlongbank Kiên Giang |
| ------------------------------------------------------------------ | -------- | ----------------------- |
| Alves 38' (ph.đ.), 55' · Nguyễn Anh Đức 50', 65', 67', 81' (ph.đ.) | chi tiết |                         |

| SHB Đà Nẵng           | 2 – 1    | Thanh Hóa       |
| --------------------- | -------- | --------------- |
| Merlo 5' · Janjuš 27' | chi tiết | Čeh 41' (ph.đ.) |

| Hà Nội T&T                                       | 3 – 3    | Vicem Hải Phòng                        |
| ------------------------------------------------ | -------- | -------------------------------------- |
| Marronkle 17', 73' (ph.đ.) · Nguyễn Ngọc Duy 21' | chi tiết | Văn Tân 23' · Hoàng Đình Tùng 53', 78' |

| Vissai Ninh Bình | 0 – 1    | Hoàng Anh Gia Lai |
| ---------------- | -------- | ----------------- |
|                  | chi tiết | Evaldo 16'        |

| Đồng Nai                         | 2 – 1    | Sông Lam Nghệ An                 |
| -------------------------------- | -------- | -------------------------------- |
| Khánh Thành 6' · van Bakel 90+4' | chi tiết | Plaza 3' · Ngô Hoàng Thịnh 90+3' |